# Karl-Winfried Seif

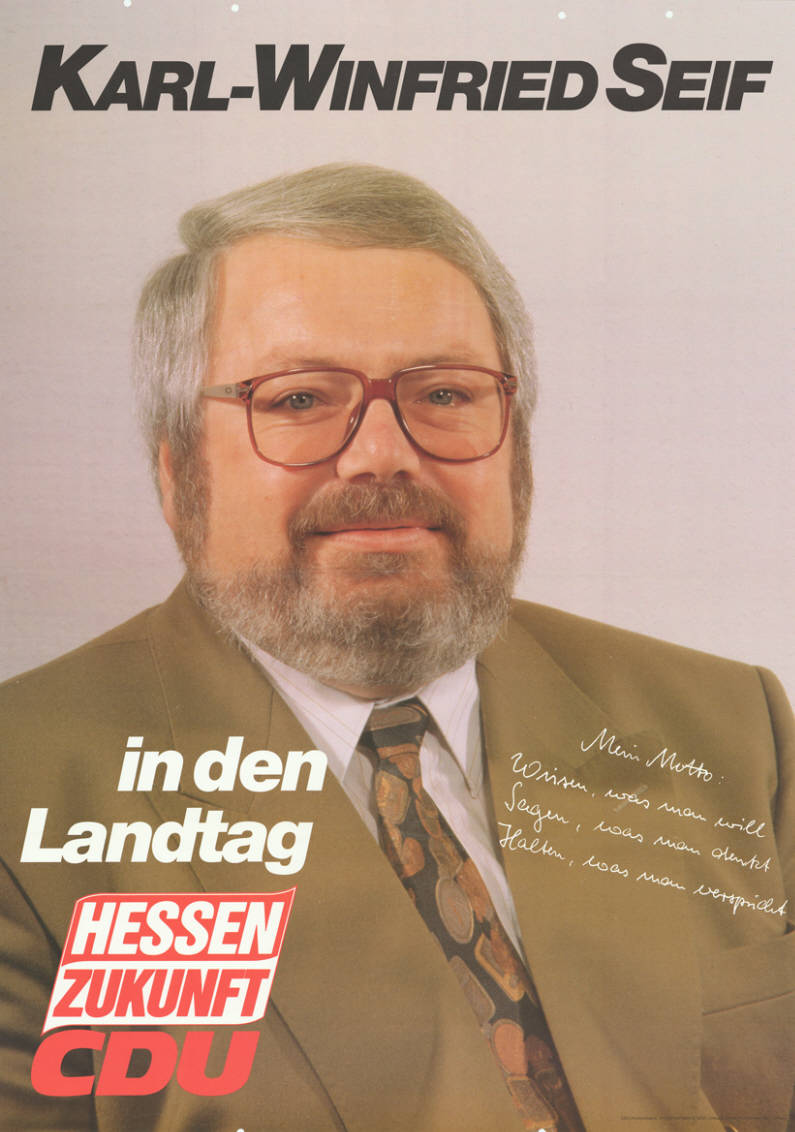
Karl-Winfried Seif auf einem Wahlplakat zur Landtagswahl 1991

Karl-Winfried Seif (* 16. November 1943 in Limburg; † 29. Juni 2023) war ein deutscher Politiker (CDU), Staatssekretär und Abgeordneter des Hessischen Landtags.

## Ausbildung und Beruf
Karl-Winfried Seif begann seinen beruflichen Werdegang mit einer Lehre als Radio- und Fernsehtechniker. Seif studierte anschließend Elektrotechnik und schloss das Studium im Jahr 1967 als Diplom-Ingenieur ab. Anschließend war er von 1967 bis 1980 im technischen Außendienst der Deutschen Bundesbahn tätig. Zwischen 1980 und 1989 war er Angestellter im Hauptvorstand der Gewerkschaft der Eisenbahner Deutschlands, dort zuletzt stellvertretender Hauptabteilungsleiter für den Bereich Unternehmens- und Betriebspolitik.
Karl-Winfried Seif war von 1989 bis 1991 Leiter des Ministerbüros im Hessischen Ministerium für Umwelt- und Reaktorsicherheit.
Von 2009 bis 2016 führte Seif in Limburg ein Ingenieurbüro. Tätigkeitsfelder waren: Consulting, Engineering, Mediator und Erneuerbare Energien.

## Politik
Von 1991 bis 1994 war Seif direktgewählter Landtagsabgeordneter im Wahlkreis Limburg-Weilburg I.
1994 wurde er zum Ersten Kreisbeigeordneten des Landkreises Limburg-Weilburg gewählt. Nach der Landtagswahl in Hessen 1999 wurde er vom Ministerpräsidenten Roland Koch als Staatssekretär ins Hessische Sozialministerium berufen.
Von April 2003 bis Februar 2009 war er Staatssekretär im Hessischen Ministerium für Umwelt, ländlichen Raum und Verbraucherschutz.

### Kabinette
Seif war als Staatssekretär Mitglied folgender Kabinette

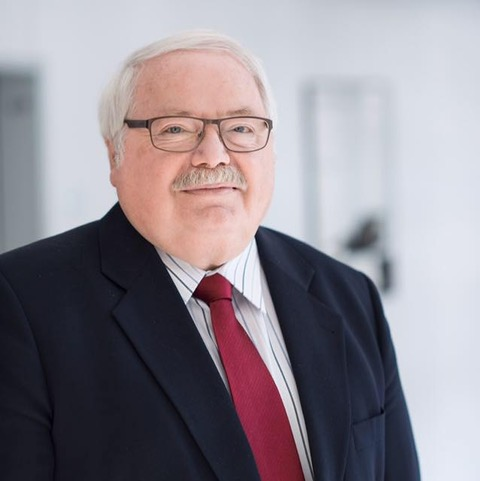
Karl-Winfried Seif, 2017.

- Kabinett Koch I (1999–2003)
- Kabinett Koch II (2003–2009)

## Ehrenamt

### Ehrenamt VdK
Seit 2011 gehörte Karl-Winfried Seif dem Landesvorstand des VdK Hessen-Thüringen an, 2013 wurde er als Landesvorsitzender gewählt und gab das Amt 2017 ab. Für die Zeit von 2014 bis 2018 wurde Seif zum Vizepräsidenten des VdK Deutschland gewählt.

### Ehrenamt Ingenieurkammer Hessen
Seit dem Jahr 1987 war Karl-Winfried Seif Mitglied der Ingenieurkammer Hessen und wurde dort im Jahr 2014 Ehrenmitglied. Von 2009 bis 2014 war Karl-Winfried Seif Fachausschussvorsitzender der Fachgruppe „Erneuerbare Energien“ der Ingenieurkammer Hessen.
Seit 2017 leitete er als Vorsitzender die Fachkommission zum Fachingenieur (IngKH) „Barrierefreies Planen und Bauen“ der Ingenieurkammer Hessen. In der Ingenieur-Akademie Hessen GmbH war Seif seit 2011 Aufsichtsratsvorsitzender.

### Ehrenamt Kommunalpolitik
In der Zeit von 1972 bis 1994 war Seif ehrenamtlich in der Kommunalpolitik tätig. In seiner Heimatstadt Limburg an der Lahn und dem Landkreis Limburg-Weilburg engagierte er sich zeitweise als Ortsvorsteher (1972 bis 1978), Stadtverordneter, Kreistagsabgeordneter und Kreisbeigeordneter. 1999 wurde er zum „Stadtältesten“ berufen.

### Weitere Ehrenämter
Von 2010 bis 2016 war Seif stellvertretender Vorsitzender des Kreisverbandes Limburg der Europa Union. Vorsitzender des VfR 1919 Limburg war Seif von 1975 bis 2006. Vorstandsmitglied des MGV Eintracht Limburg war er von 1966 bis 1971.

## Gremien
- Verwaltungsrat St. Vincenz Krankenhaus Limburg von 1976 bis 1999
- Verwaltungsrat Kreissparkasse Weilburg von 1994 bis 1999
- Vorstand „Lebenshilfe Limburg“ und „Lebenshilfe Wetzlar-Weilburg“ von 1994 bis 1999
- Gesellschafterversammlung Nassauische Heimstätte Frankfurt von 1999 bis 2003
- Aufsichtsrat der Hessischen Landgesellschaft in Kassel von 2003 bis 2009
- Beirat im „Institut Wohnen und Umwelt“ (IWU) in Darmstadt von 2003 bis 2009
- Aufsichtsrat „Hessische Staatsweingüter Kloster Eberbach GmbH“ von 2003 bis 2009
- Vorstand Hessischer Volkshochschulverband von 1999 bis 2003

## Familie
Karl-Winfried Seif war verheiratet, hatte fünf Kinder und zehn Enkelkinder. Seine Tochter Silke Seif trat in die Fußstapfen ihres Vaters und ging gleichfalls in die Politik.